# Neublans-Abergement
Neublans-Abergement es una localidad y comuna francesa situada en la región de Franco Condado, departamento de Jura, en el distrito de Dole y cantón de Chaussin.

## Demografía
| 493 | 499 | 430 | 383 | 362 | 389 | 60 |
| Para los censos de 1962 a 1999 la población legal corresponde a la población sin duplicidades (Fuente: INSEE [Consultar]) |     |     |     |     |     |    |